# De frigjorte
|  | Dette opslag er om den danske film. For den amerikanske film se De frigjorte (film fra 1961) |
De frigjorte er en dansk film fra 1993, instrueret af Erik Clausen. Filmen handler om Viggo (Erik Clausen), en midalderende smedesvend, og hvordan han håndterer det at blive arbejdsløs da hans arbejdsplads går konkurs.
Manuskriptet er skrevet af Erik Clausen, John Nehm, Søren Skjær og Sanni Sylvester efter en roman af John Nehm af samme navn.

## Medvirkende
- Erik Clausen
- Helle Ryslinge
- Leif Sylvester Petersen
- Anne Marie Helger
- Bjarne Liller
- Torben Zeller
- Thomas Hedemann
- Lene Brøndum
- Claus Bue
- Peter Rygaard
- Povl Erik Carstensen
- Sune Falk Otterstrøm
- Niels Martin Carlsen
- Kjeld Løfting